# Bill Graham
Pour les articles homonymes, voir Billy Graham (homonymie) et Graham.
William C. Graham, dit Bill Graham (né le 17 mars 1939 à Montréal, Québec, et mort le 7 août 2022,) est un ancien ministre des Affaires étrangères et de la Défense du Canada ; il fut de février à décembre 2006 chef intérimaire de l'opposition officielle et du Parti libéral du Canada.

## Biographie
William Carvel Graham est d'abord élu député pour la circonscription de Rosedale (maintenant Toronto-Centre) lors de l'élection fédérale de 1993. Il a été réélu quatre fois, soit en 1997, 2000, 2004 et 2006.
Au Parlement, Graham est devenu un membre et ensuite le président du comité permanent sur les affaires extérieures et le commerce international. Il a été nommé ministre des Affaires extérieures dans le conseil des ministres de Jean Chrétien en 2002. Bill Graham est l'un des rares membres du gouvernement Chrétien à avoir été reconduits dans ces fonctions après l'accession au pouvoir du nouveau premier ministre Paul Martin le 12 décembre 2003. Dans le cabinet suivant l'élection du Parti libéral du Canada en 2004, Graham s'est vu attitré le poste de ministre de la Défense. Après la démission de Paul Martin à la suite de la victoire conservatrice du 23 janvier 2006, il est le chef par intérim de l'opposition. À la suite d'une récente démission de Paul Martin comme chef du Parti libéral du Canada, Bill Graham est également chef intérimaire du parti.
Le 2 décembre 2006, Stéphane Dion est élu chef du Parti libéral, remplaçant donc Graham en tant que chef de l'opposition. Le 22 février 2007, Graham annonce qu'il ne sera pas candidat aux prochaines élections fédérales. Il se pourrait que l'ancien Premier ministre de l'Ontario et candidat défait à la direction du Parti libéral, Bob Rae, soit candidat pour obtenir la nomination libérale dans la circonscription pour succéder à Graham.
Le 19 juin 2007, Graham indique qu'il quitte la vie politique.